# Tarumá (cerro)
El Cerro Tarumá es un montículo situado hacia la costa sureste del Lago Ypoá, del Departamento de Paraguarí, en la jurisdicción del municipio de Quiindy. Su pico es de 100 metros sobre el nivel del mar. Este cerro se encuentra a dos kilómetros al noreste del Cerro Trinchera Cué.

## Ubicación
25°56′48″S 57°24′42″O / -25.94667, -57.41167